# 1998年乌鲁木齐“5·23”系列纵火案
1998年乌鲁木齐“5·23”系列纵火案，是1998年5月23日东突解放组织在中国新疆维吾尔自治区首府乌鲁木齐实施的系列纵火案。

## 简介
1998年5月23日，“东突解放组织”成员在乌鲁木齐市华都商厦、大西门、河滩路布料批发市场、红山木材市场、长征旅社批发市场、乌鲁木齐旅社、商贸城等繁华的公共场所投放40余枚化学自燃纵火装置，制造出15起纵火案，声称“要将乌鲁木齐变成一片火海，要造成几百万、几千万、几亿元的损失”。因为这一系列纵火案均被及时发现并扑灭，所以未造成重大的危害。实施此次案件的“东突解放组织”成员是在中国境外接受培训之后，奉该组织之命潜入中国境内，到乌鲁木齐作案。